# Orgnac-l’Aven
Orgnac-l’Aven ist eine  französische Gemeinde mit 566 Einwohnern (Stand 1. Januar 2022) im Süden des Départements Ardèche in der Region Auvergne-Rhône-Alpes.

## Geografie
Das Dorf liegt in der Tourismusregion westlich des Flusses Ardèche, nahe der Grenze zum Département Gard. Die Gemeinde Orgnac-l’Aven hat eine Fläche von 21,68 km². Die Rebflächen der Gemeinde gehören zur Herkunftsbezeichnung Côtes du Vivarais.

## Sehenswürdigkeiten

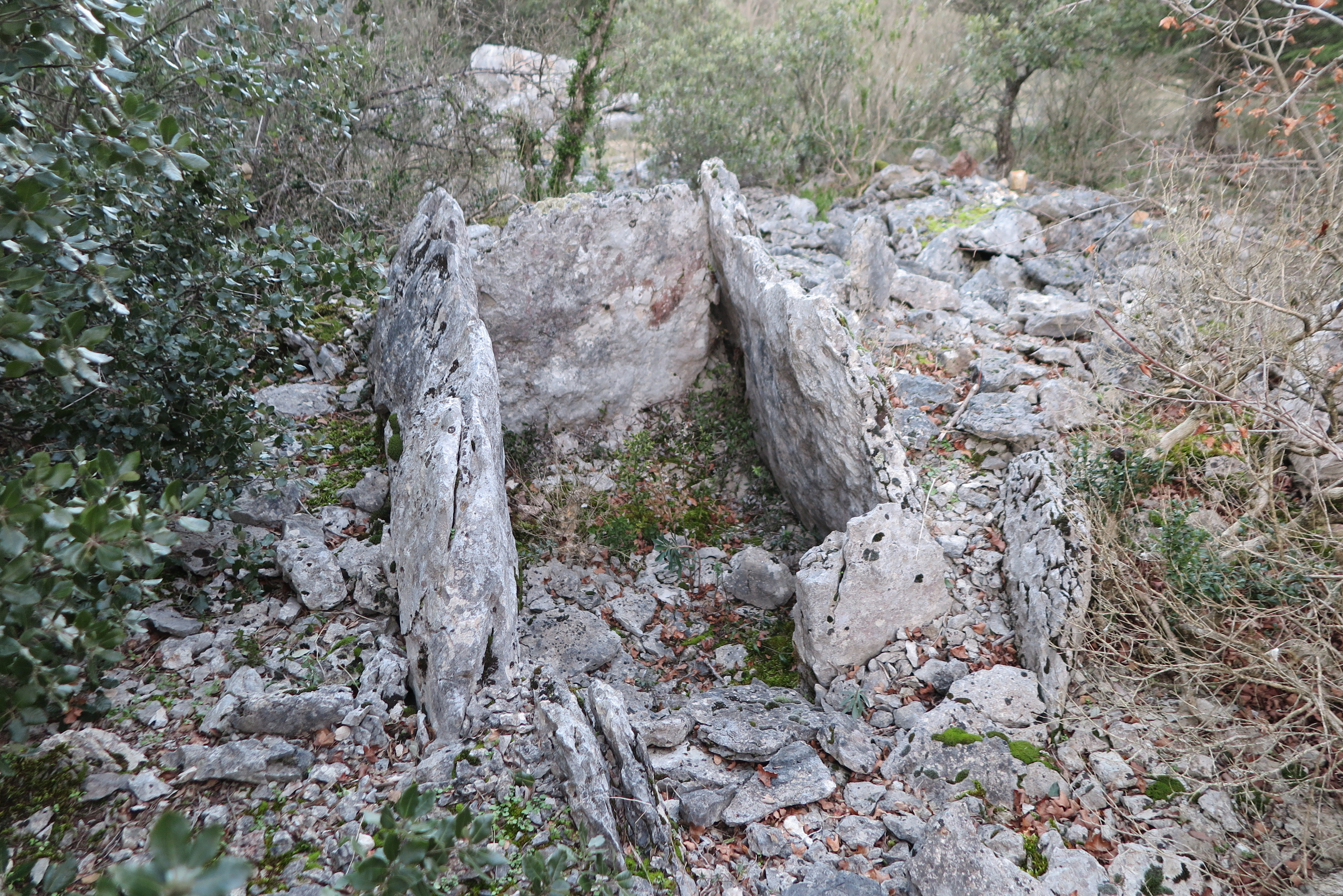
Dolmen Cros di Jho

Auf dem nördlichen Gemeindegebiet befindet sich die Tropfsteinhöhle Aven d’Orgnac, die Grotte de la Combe d’Oulen, die archäologische Fundstätte Orgnac 3 eine der ältesten Steinindustrien in Levalloistechnik, die „Baume Simonet“ und die Dolmen „Cros di Jho“ und „de la Font du Loup 1 + 2“.

## Bevölkerung
| Jahr                       | 1962 | 1968 | 1975 | 1982 | 1990 | 1999 | 2018 |
| -------------------------- | ---- | ---- | ---- | ---- | ---- | ---- | ---- |
| Einwohner                  | 281  | 281  | 297  | 323  | 327  | 341  | 588  |
| Quellen: Cassini und INSEE |      |      |      |      |      |      |      |